# Srpsko narodno kazalište
Srpsko narodno kazalište (Srpsko narodno pozorište) najstarije je profesionalno kazalište u Srba. Osnovano je 1861. godine u Novom Sadu i od tada neprestano funkcionira.

## Povijest
Krajem 1860. godine, u Srpskom dnevniku, Jovan Đorđević počinje objavljivati svoje poznate članke u prilog osnivanja Srpskog narodnog kazališta u Novom Sadu, tada središtu srpske kulture u Austro-Ugarskoj monarhiji. 
Godinu dana kasnije, 28. srpnja  1861., na sjednici Srpske čitaonice u Novom Sadu, kojom je predsjedavao Svetozar Miletić, osnovan je prvi profesionalni teatar pod imenom Srpsko narodno pozorište, sa zadatkom da:

»...pozorišnu umetnost u našem narodu podiže, njen opstanak i razvitak stalno utvrđuje i na svagda obezbeđuje, da narodnoj drami, a s njome i narodnoj književnosti nov polet daje, da školu i semenište ustanovljava za one roda našeg sinove i kćeri, koji se ovoj plemenitoj veštini posvetiti žele, da pozorišnu struku, trudom i oskustvom veštih, obrazovanih i oduševljenih muževa na onaj stepen visine i savršenstva uznosi, s kojih će nam pozorište za ceo narod postati školom morala, uzorom i obrascem dobrog ukusa, nosiocem prosvete i izobraženosti, budilnikom narodne svesti, čuvarom narodnog duha i jezika, ogledalom sjajne i tužne prošlosti i blagovesnikom sretnije budućnosti naše.«

Za prvog ravnatelja SNP-a je postavljen Jovan Đorđević, a nalazilo se u zgradi tzv. »pozorišta Dunđerskih« u dvorištu sadašnjeg hotela »Vojvodina« u centru Novog Sada. Tu se nalazilo do 1928., kada zgrada strada u požaru.
Godine 1868., SNP gostuje u Beogradu. Knez Mihajlo, oduševljen novosadskim glumcima, poziva Jovana Đorđevića da i u Srbiji osnuje stalno kazalište. Prihvaćajući poziv kao čast i izazov, ravnatelj sa sobom odvodi i polovicu novosadskog ansambla i sedam godina poslije nastanka SNP-a, u Beogradu se osniva Narodno pozorište.
Srpsko narodno kazalište se održalo jer je zaista bilo narodno. Njegovi glumci nisu bili samo umjetnici, nego i kulturni misionari koji su samoprijegorno i postojano, životnom riječju s pozornice bitno utjecali na svijest naroda. U Kazalištu je, u prvim danima svoga rada, najveći dio vremena provodilo na gostovanjima, izrasla skupina velikana glumišta: Dimitrije Ružić, Draginja Ružić, Laza Telečki, Miša Dimitrijević, Ilija Stanojević, Dimitrije Spasić, Draga Spasić, Milka Grgurova, a među njima i najveći umjetnik srpskog glumišta, čarobnjak koji je na pozornici mogao sve, Pera Dobrinović, čiji se i spomenik, uz spomenik Jovana Sterije Popovića, nalazi ispred nove zgrade SNP-a. To je prvi spomenik koji je podignut jednom glumcu u nekadašnjoj Jugoslaviji.
Nakon što je »pozorište Dunđerskog« izgorjelo, kazalište se seli u tadašnji »Memorijalni Dom kralja Aleksandra«, kasnije »Dom kulture« i današnje »Pozorište mladih« u ulici Ignjata Pavlasa. U razdoblju od nastanka do Drugog svjetskog rata, Kazalište je mijenjalo svoje ime: »Leteće diletantsko pozorište«, »Novosadsko-osječko pozorište«, »Dunđersko pozorište«, »Narodno pozorište Dunavske banovine«. 
Nakon Drugog svjetskog rata, Pozorište dobiva ime »Vojvođansko narodno pozorište«. U njemu se osnivaju nove umjetničke jedinice, Opera i Balet. Od studenoga 1951., vraća mu se prvobitno ime, a od 1956. se u njemu odigrava i Sterijino pozorje, festival domaćeg dramskog stvaralaštva, koje je osnovano na inicijativu koja je potekla iz SNP-a.
Tijekom svoje povijesti, nakon Jovana Đorđevića, kazalište su vodili mnogi ravnatelji, među kojima je najznačajniji Miloš Hadžić, čije se razdoblje naziva i »zlatnim razdobljem SNP-a«.
Godine 1981., u 120. sezoni, Kazalište dobiva novu zgradu u koju je ušlo 28. ožujka i taj dan je ustanovljen kao »Dan SNP-a« kada se sumiraju jednogodišnji umjetnički rezultati i nagrađuju najbolja individualna i kolektivna umjetnička ostvarenja.

## Nova zgrada SNP-a
Nova zgrada, bijelo mramorno zdanje u centru Novog Sada, na Pozorišnom trgu, prostire se na preko 20 000 kvadratnih metara i ima najveću kazališnu scenu u bivšoj Srbiji i Crnoj Gori. Posjeduje tri scene, Veliku scenu »Jovan Đorđević« s 940 mjesta, Malu scenu »Pera Dobrinović« s 373 mjesta i Kamernu scenu. Zgrada je opremljena probnim salama za zbor i orkestar, baletnom salom i velikim brojem scenskih i tehničkih radionica.

## Umjetničke jedinice i uprava
Sadašnji ravnatelj Srpskog narodnog kazališta je kazališni kritičar Aleksandar Milosavljević.
Ravnateljica Opere je prvakinja Marina Pavlović-Barać. U okviru opere rade i Zbor i Orkestar SNP-a.
Ravnateljica Baleta je Olivera Kovačević-Crnjanski.
Ravnatelj Drame je također Aleksandar Milosavljević.
Ove tri umjetničke jedinice opslužuju Radne jedinice Tehnika, Marketing, kao i zajedničke službe.

## UmjetniciSNP-a

### Glumci
- Jelena Antonijević
- Jovana Balašević
- Novak Bilbija - prvak drame
- Zoran Bogdanov - prvak drame
- Lena Bogdanović
- Strahinja Bojović
- Aleksandra Carić
- Radoje Čupić - prvak drame
- Miroslav Fabri
- Milovan Filipović
- Aleksandar Gajin
- Mirjana Gardinovački - prvakinja drame
- Gordana Đurđević-Dimić - prvakinja drame
- Dušan Jakišić - prvak drame
- Gordana Jošić-Gajin
- Gordana Kamenarović
- Milorad Kapor
- Dragan Kojić
- Jugoslav Krajnov
- Ivana Krstić
- Tijana Maksimović
- Ksenija Martinov-Pavlović
- Marija Medenica
- Jovana Mišković
- Predrag Momčilović
- Igor Pavlović
- Miodrag Petrović
- Miodrag Petronje
- Nenad Pećinar - prvak drame
- Dragomir Pešić
- Aleksandra Pleskonjić-Ilić - prvakinja drame
- Mihajlo Pleskonjić
- Anka Popović
- Ljubica Rakić
- Sanja Ristić-Krajnov
- Nebojša Savić
- Olivera Stamenković
- Lidija Stevanović - prvakinja drame
- Jovana Stipić
- Sonja Stipić
- Zvjezdana Tomašević-Josifov
- Milan Šmit
- Renata Vigi-Lukić
- Draginja Voganjac
- Vasa Vrtipraški

### Pjevači
- Valentina Milenković - sopran
- Milica Stojadinović - sopran
- Danijela Jovanović - sopran
- Svitlana Dekar - sopran
- Sanela Mitrović - sopran
- Senka Soldatović - sopran
- Vesna Petrović - sopran
- Marina Pavlović-Barać - mezzosopran-alt
- Jelena Končar - mezzosopran
- Violeta Srećković - mezzosopran
- Slavoljub Kocić - tenor
- Saša Štulić - tenor
- Saša Petrović - tenor
- Nenad Marinković - tenor
- Igor Ksionžik - tenor
- Miodrag Milanović - bariton
- Branislav Vukasović - bariton
- Vasa Stajkić - bariton
- Branislav Jatić - Bas
- Nikola Nikolić - Bas
- Vladimir Zorjan - Bas
- Laura Pavlović - sopran

### Dirigenti
- Imre Toplak
- Ion Iancu
- Željka Milanović
- Mladen Jagušt
- Miodrag Janoski
- Vesna Kesić-Krsmanović [dirigent zbora]